# Ennanga
Az ennanga vagy nnanga a dél-ugandai Buganda királyság területén használt hagyományos ívhárfa. Az udvari énekmondó férfi szólista, az omulanga saját énekét kísérte e hangszeren. 1966-ban, a királyság eltörlésével vége szakadt az udvari zenélés e nagy múltú tradíciójának.

## Leírása
Az ennanga nyitott hárfa, ívhárfa, az afrikai hárfák Wachsmann-féle tipológiája szerint az első csoportba, a „kanál a csészében” típusba tartozik. Ez azt jelenti, hogy nyaka úgy van a hangszertestbe ültetve, hogy a test felső pereméhez és az aljához támaszkodik külön rögzítés nélkül, csak a húrok feszítő ereje tartja szilárdan a helyén. 
Rezonátorteste egy fából faragott-kivájt lapos, ovális körvonalú tál, melynek nyitott részére rezonánsként szolgáló bőrhártya feszül. Ez a bőr szorosan, feszesen össze van varrva egy másikkal, amely a hangszer domború hátát borítja be. A rezonánsbőr alá csúsztatva egy hosszanti pálca található, amely a húrok rögzítésére szolgál, mellette az egyik oldalon kerek nyílás van a bőrön kivágva. Az enyhén ívelt, hangolókulcsokkal ellátott nyak a test belsejéből a rezonánsbőrön keresztülhatolva nyúlik ki. 
Nyolc húrja van, amit szarvasmarha vagy juh csíkokra vágott bőréből sodornak, de régebbi időkben a szarvasmarha háti ínjaiból készült. A rezonánsbőr alatti húrtartó pálcától kiinduló húrok másik vége az ívelt nyak furataiba illeszkedő nyolc darab hangolókulcs szárára tekeredik fel. Minden húrhoz tartozik egy-egy gyíkbőrből és banánfa rostjából készült gyűrű, mely faékkel van a hozzá tartozó hangolókulcs alatt rögzítve. Ezek a gyűrűk lazán érintik a húrokat, zizegésükkel színesítik, erősítik a hangot, kiemelik a pengetés ritmusát. A három legmagasabbra hangolt húr neve obutemyo, a negyedik és ötödik húré enjawuzi, a három legmélyebbé matengezi.

## Használata

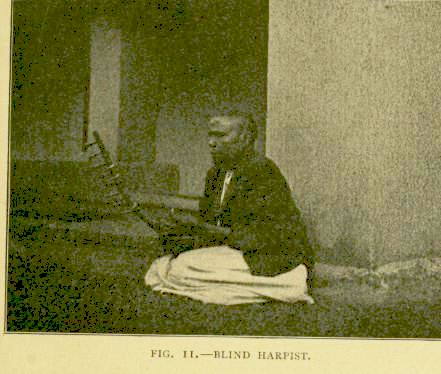
Vak zenész ennangával

### Tartásmód
Az ennanga használatakor a zenész a talajon ül keresztezett lábbal, esetleg ülőalkalmatosságon foglal helyet. A hangszer teste az ölében nyugszik olyan helyzetben, hogy a hárfanyak a zenész testétől kifelé mutat. A két kéz tenyérrel egymás felé nézve helyezkedik el a húrozat két oldalán. Mindkét kéz hüvelyk- és mutatóujja pengeti a húrokat, a többi ujj a hárfanyakat támasztja meg hátulról, hogy a hangszert stabilan tartsa.

### Hangolás
Az ennanga hangolása olyan, a nyugati hangrendszerektől eltérő ötfokú hangsoron alapul, amelynek hangközei nagyjából egyenlőek. Az ötfokúságból következően a felső három húr, az obutemyo egy tiszta oktávval magasabban szól, mint az alsó három, vagyis a matengezi.

### Zene
Az ennanga a Buganda királyi udvarban szolgáló énekmondó férfiak, omulangák (tbsz.: abalanga) hangszere, akik az uralkodó, a kabaka szórakoztatására, tájékoztatására régi mitikus történeteket és helyi, aktuális eseményeket énekeltek meg.
A szöveg, a dallam és a hangszeres kíséret hármasában a szöveg az elsődleges. A dallam nagyrészt a szöveg tonális ívének, ritmusa a szótagok hosszúságának függvénye. A hárfakíséret az énekelt dallamot követi úgy, hogy a hosszú szótagoknál kiegészítő hangokkal aprózza, teszi egyenletessé a ritmust. A hárfa szólama igen gyors tempójú, a bal és a jobb kéz által játszott hangok hoquetus-technikát idézve fonódnak egymásba. A jobb kéz dallamrészének neve  okunaga, a bal kézé okwawula, az éneké okuyimba.
Az ennanga repertoárjának előadásmódja, zenei felépítése szoros hasonlóságot mutat az amadinda, illetve az akadinda nevű xilofonszerű hangszereken, az entenga nevű behangolt dobsorozaton, vagy az abadongo nevű líraféleségen előadott zenével.

## Tárgyi anyag
- Ennanga – Amyas Naegele

## Hangzó anyag
- Buganda Music Ensemble - Ggangalwa - The Singing Wells project